# Remmarlövs socken
Remmarlövs socken i Skåne ingick i Harjagers härad, uppgick 1969 i Eslövs stad och området ingår sedan 1971 i Eslövs kommun, från 2016 inom Eslövs distrikt.
Socknens areal är 6,38 kvadratkilometer varav 6,33 land. År 1951 fanns här 173 invånare.  Kyrkbyn Remmarlöv med sockenkyrkan Remmarlövs kyrka ligger i socknen. 

## Administrativ historik
Socknen har medeltida ursprung. 
Vid kommunreformen 1862 övergick socknens ansvar för de kyrkliga frågorna till Remmarlövs församling och för de borgerliga frågorna bildades Remmarlövs landskommun. Landskommunen uppgick 1952 i Harrie landskommun som upplöstes 1969 då denna del uppgick i Eslövs stad som ombildades 1971 till Eslövs kommun. Församlingen uppgick 1971 i Eslövs församling.
1 januari 2016 inrättades distriktet Eslöv, med samma omfattning som Eslövs församling fick 1971, och vari detta sockenområde ingår.
Socknen har tillhört län, fögderier, tingslag och domsagor enligt vad som beskrivs i artikeln Harjagers härad. De indelta soldaterna tillhörde Norra skånska infanteriregementet och Skånska husarregementet.

## Geografi
Remmarlövs socken ligger väster om Eslöv. Socknen är en odlad slättbygd.

## Fornlämningar
Från bronsåldern finns gravhögar.

## Namnet
Namnet skrevs 1346 Ruthmerlef och kommer från kyrkbyn. Namnet innehåller mansnamnet Rothmar och löv, 'arvegods'..